# Risto Arnaudovski
Risto Arnaudovski, né le 9 juillet 1981 à Zagreb, (Yougoslavie, aujourd'hui Croatie) est un handballeur macédonien et croate.

## Palmarès

### Club
compétitions nationales 
- Vainqueur du Championnat de Bosnie-Herzégovine en 2010 et 2011
- Vainqueur de la Coupe de Bosnie-Herzégovine en 2010

### Sélection nationale
- Début en Équipe de Macédoine en 2010
- 0 buts en Équipe de Macédoine (au 1er janvier 2010)